# سفیداران
اسپیدارن یا سفیدداران، روستایی از توابع بخش چندار شهرستان ساوجبلاغ در استان البرز ایران است.

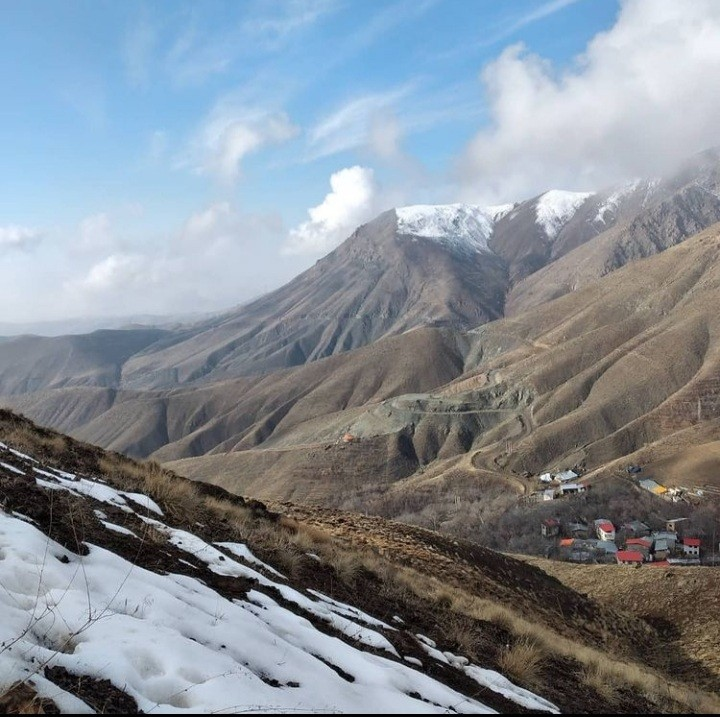

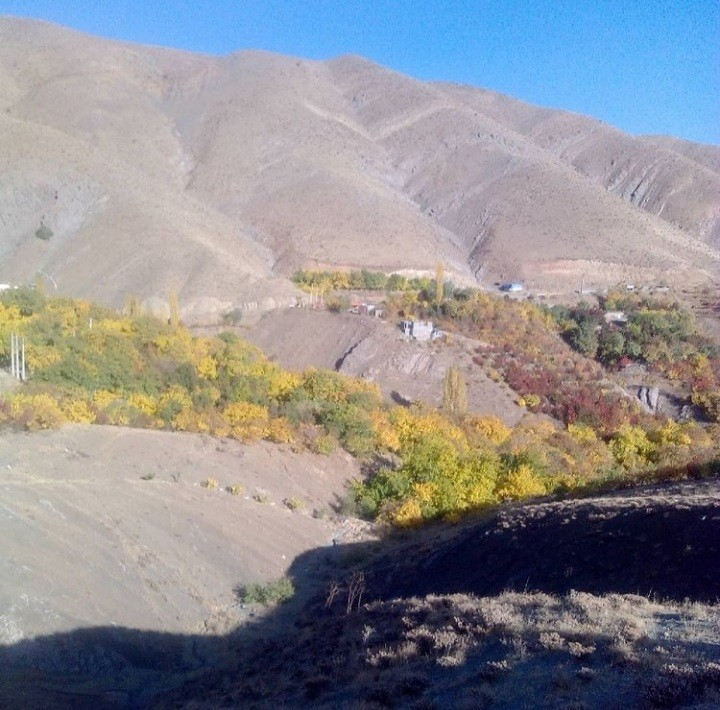

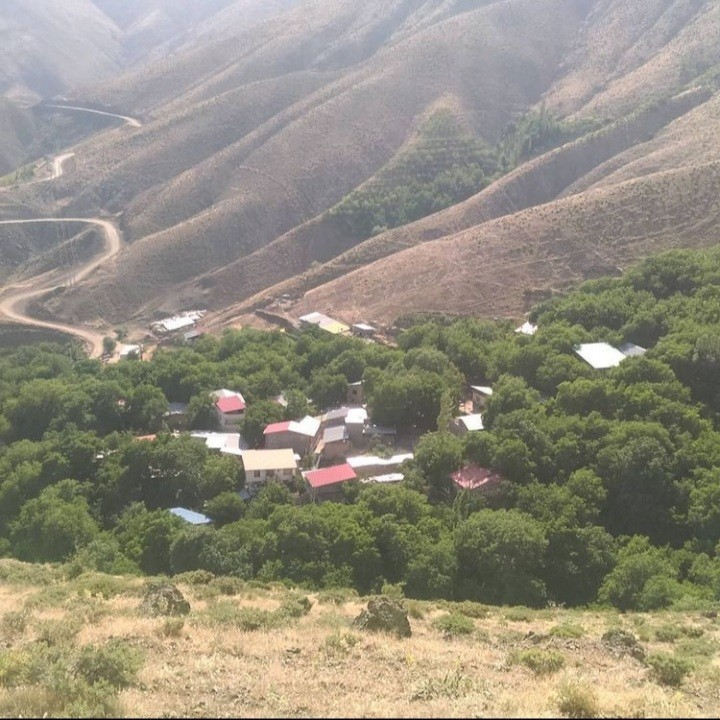

## جمعیت
این روستا در دهستان چندار قرار دارد و براساس سرشماری مرکز آمار ایران در سال ۱۳۸۵، جمعیت آن ۳۲ نفر (۱۴خانوار) بوده است.

## معرفی
این روستا که از آن به عنوان سفید داران نیز یاد می‌شود، یکی از روستاهای زیبا و دیدنی در اطراف پایتخت و از توابع شهرستان ساوجبلاغ است. طبیعت گردان روستای اسپی داران را به دلیل وجود آبشارهای متعدد و چشم نواز به عنوان مهد آبشارهای استان البرز می‌دانند. روستای اسپی داران یا سفیدداران یا سپیدداران نام روستایی ییلاقی و کوهستانی که از توابع شهرستان ساوجبلاغ استان البرز و جزو دهستان برغان است. روستای اسپی داران یا سفید داران بیشتر تعداد آبشار و درختان کهنسال استان البرز را در خود جای داده است.
ایسپی داران نامی باستانی، که ریشه اصلی آن زبان پارتی (پهلوی اشکانی) می‌باشد و این زبان یکی از زیر شاخه‌های زبان باستانی پهلوی است. ایسپی به زبان محلی به معنی سفید، دار به معنی درخت و ان جهت جمع استفاده شده که کلاً به معنی روستایی که دارای درختان سپیدار می‌باشد. ز زمان‌های بسیار دور نام این روستا ایسپی داران بوده است ولی درفرهنگ لغات مرحوم علامه دهخدا اینچنین آمده است. سفیدداران، دهی جزء دهستان برغان بخش کرج شهرستان تهران، دارای ۱?۳ تن سکنه است و آب آن از چشمه سار و آب رود می‌باشد. محصولات آن باغات میوه، لبنیات، عسل، غلات و قلمستان می‌باشد. شغل اهالی زراعت و گله داری است. از رودخانه سفیدداران هم آب روستای کله رود (گلین رود) تأمین می‌گردد.
تذکر: (البته مرحوم دهخدا چون اطلاع نداشتند، ننوشتند… که این روستا علاوه بر تأمین آب روستای گلین رود (کله رو) از طریق رودخانه وارش کورور، از طریق رودخانه جوزه رود هم آب روستای آغشت را تأمین می‌کند)
ویژگی‌ها
هنوز در روستای اسپی داران بوی نان محلی، بوی نمور کاه گل احساس می‌شود. چندین خانهٔ قدیمی یادگاری از گذشته در روستا خودنمایی می‌کنند.
اهالی این روستا در ساوجبلاغ با شهرت‌های کوهزاده، کمر گرد (کمرکُرد) و سرود نشین شناخته می‌شوند. که بزرگ‌ترین و پرجمعیت‌ترین این طایفه کوهزاده است.
سیمای عمومی
بافت معماری روستای اسپی داران یکی از جاذبه‌های این روستا به شمای می‌رود. اهالی این روستا همچون قصبه‌های بزرگ همچون «پشند، گته ارنگه، ولیان و برغان» بالا و پایین نداشته‌اند همه یکدست بوده‌اند. همه کشاورز و دامدار…
در قصبه‌های بزرگ “خوش نشین و طبقه کشاورز و دامدار داشته‌اند و خانه‌هایشان هم از لحاظ بافت و ترکیب معماری فرق داشتند.
این‌جا هم مثل جاهای دیگر طویله و توالت را دور از محل سکونت می‌ساختند. تندورستان، تابستان نشین، زمستان نشین داشته‌اند..
پیشنهاد ویژه
در انتهای اراضی این روستا شش سرو کهنسال به نام «پیردار» قرار دارد که ابهت خاصی دارند و یک سرو کهنسال دیگر در ارتفاعات رودخانه جوزه قرار دارد.
پس از گذشتن از روستای خوروین و آجین دوجین و… بخش چندار به میدان روستای ولیان می‌رسید. دست راست میدان جاده ای کوچه باغی است که تازه آسفالت شده است. حدود ۵۰ متر که این جاده را می پیمائید…
به دو راهی کله رو (گلین رود)، اسکولدره می‌رسید که راه سمت چپ (اسکولدره) را انتخاب می‌کنید. پس از گذر باغ‌ها، ویلاها و جاده‌های پیچ و خم دار به دو راهی اسپی داران و اسکلولدره می‌رسید و راه را به سمت روستای اسپی داران ادامه می‌دهید. پس طی چند کیلومتر و در نوریدن پیچ‌ها و دره‌های عمیق، رنگ کوه‌ها به رنگ بنفش می‌گراید و این نشان رسیدن به آبشار زیبا و چشمه آب معدنی «وارش کورورخانه» می‌باشد.
پس از سر گذاشتن آبشار و «سوته په لنگ»، «عاروس کمر»، به «پن کوله» و «پیش کوله» می‌رسیم، روستا از بالای بلندی دیده می‌شود. به روستا اسپی داران رسیدیم. این روستا در درهٔ بزرگی به نام «خوک لانی دره» واقع شده است.
امکانات ویژه
وقتی از جاده انحرافی ولیان به سمت این روستا حرکت می‌کنید ۵ کیلومتر مانده به این روستا به آبشار زیبای «وارش کورور» (به معنی بارش زیاد) می‌رسیم. البته در ورودی محل آبشار چشمه آب معدنی «وارش کورور» که از کوه می‌جوشد، قرار دارد.
بعد از گذراندن ۵ کیلومتر بعد از روستای سفیددارن به آبشارهای زنجیره ای «جوزه رود» (به معنی رودخانه گردو) می‌رسیم. بعد از گذشتن از آب زلال رودخانه جوزه رود به اولین آبشار زنجیره ای «جوزه رود» می‌رسیم. بعد از گذر از این آبشار نوبه نوبه به ۴ آبشار زیبای جوزه رود می‌رسیم. در راه می‌توانید از میوه‌های مانند: کوهی زرشک، سیب کوهی، تمشک، شاتوت، توت، بادام کوهی، و… بخورید.
بعد از گذر از این ۵ آبشار زیبا و دل‌انگیز به محوطه بازی به نام «دربند جوزه رود»، می‌رسیم. بعد از گذر از این محل چشمتان به جمال آبشار بلند و زیبای آبشار «چوب بست» روشن می‌گردد. این از ۷ آبشار زیبای روستای سفیدداران که دیدن آنها خالی از لطف نیست البته به غیر از این آبشار و چشمه آب معدنی یک چشمه آب معدنی دیگر در ارتفاعات به نام «قل قل چشمه» دارد که از دل زمین آب زلال و معدنی می‌جوشد و این چشمه بالاتر از آبشار چوب بست قرار دارد.
این منطقه دارای وحوش بسیاری است مانند: کبک، کبک دری، کل و یز کوهی، روباه، گراز، گرگ، سیاه گوش، خرس، انواع پرندگان شکاری و غیر شکاری و انواع خزندگان در رسته افعی ها… نه بازهم هست قله زیبای و معروف «شاه کرم ” هم در ارتفاعات این روستا قرار دارد. البته که روستای متروکه معروف “شیون چال» هم در ارتفاعات این روستا قرار دارد.
محصولات این روستا انواع لبنیات، گردو، آلبالو، گیلاس، توت، انواع سبزهای کوهی در فصل بهار و … است.

پدیدآورنده: سعید کوهزاد
- «نتایج سرشماری عمومی نفوس و مسکن ۱۳۸۵». درگاه ملی آمار ایران. بایگانی‌شده از اصلی در ۱ ژانویه ۲۰۱۳. دریافت‌شده در ۱ ژانویه ۲۰۱۳.